# パティ・オーベリー
パティ・オーベリー（Patty Aubrey、1952年 - ）は、アメリカの作家である。カリフォルニア州サンタバーバラ在住。『Chicken Soup for the Soul』シリーズを共著で出版している。女性の権限を支持するオーベリーは、女性のみを対象とした書籍『Chicken Soup for the Christian Woman's Soul』を共著で出版した。この本には、困難に直面し、困難な時を過ごし、信仰を新たにする女性達の実話が掲載されている。
彼女の著作は、自己啓発のジャンルの中でも重要なものとして認識されている。 2015年にテレビ番組「Wake Up!」に出演したほか、2017年には映画「成功の魂」で紹介された。 